# Puebla de San Miguel
Puebla de San Miguel, en castillan et officiellement (La Pobla de Sant Miquel en valencien), est une commune d'Espagne de la province de Valence dans la Communauté valencienne. Elle est située dans la comarque du Rincón de Ademuz et dans la zone à prédominance linguistique castillane.

## Géographie

Localisation de Puebla de San Miguel
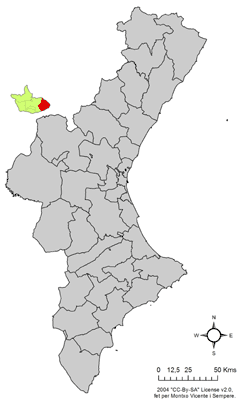
dans la Communauté valencienne.
dans la comarque du Rincón de Ademuz.

### Aire protégée
- Parc naturel de Puebla de San Miguel